# Viddalba
Viddalba (Viddaèccja in gallurese) è un comune italiano di 1 580 abitanti della città metropolitana di Sassari in Sardegna. È situato nella regione storica della Gallura.

## Storia
Il paese sorge a margine della bassa valle del Coghinas, sull’estremo confine occidentale della Gallura.  Non mancano importanti testimonianze dei vari periodi storici: domus de janas, nuraghi, un villaggio nuragico, un insediamento abitativo, una necropoli e un ponte di età romana oltre agli importanti manufatti ceramici, vitrei ed oggetti preziosi custoditi nel Civico Museo archeologico. Di età medievale è la chiesa romanica di San Giovanni Evangelista il cui antico simulacro si conserva nella vicina chiesa di San Leonardo in quanto l’antica chiesa romanica ando’ in rovina. Oggi questo luogo di culto è stato integralmente ricostruito ex novo. Vi si celebra la festa di san Giovanni Battista (1100).

### Simboli
Lo stemma e il gonfalone del comune di Viddalba sono stati concessi con decreto del presidente della Repubblica del 19 marzo 2014.
Il gonfalone è un drappo di bianco.

## Monumenti e luoghi d'interesse

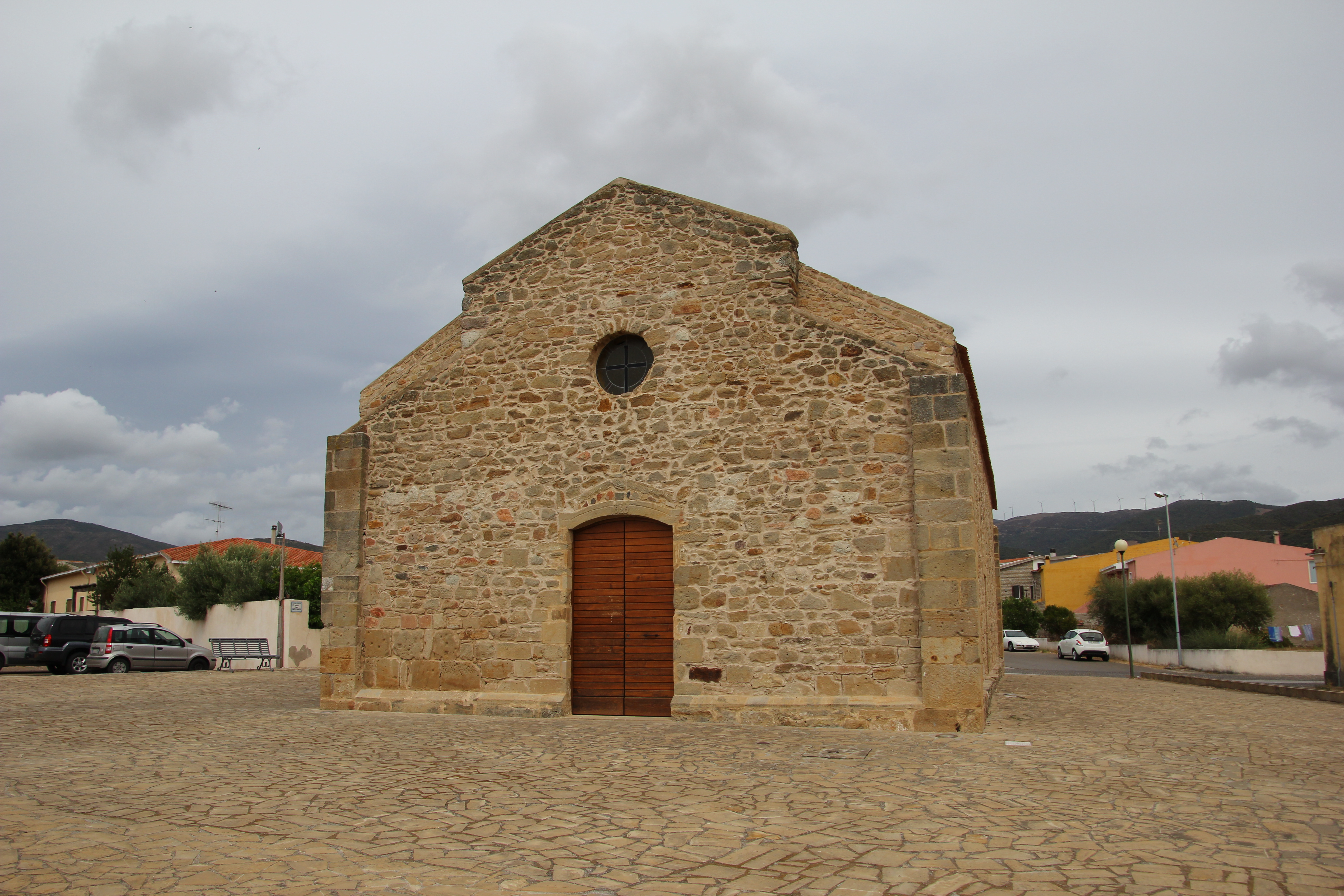
Chiesa romanica di San Giovanni

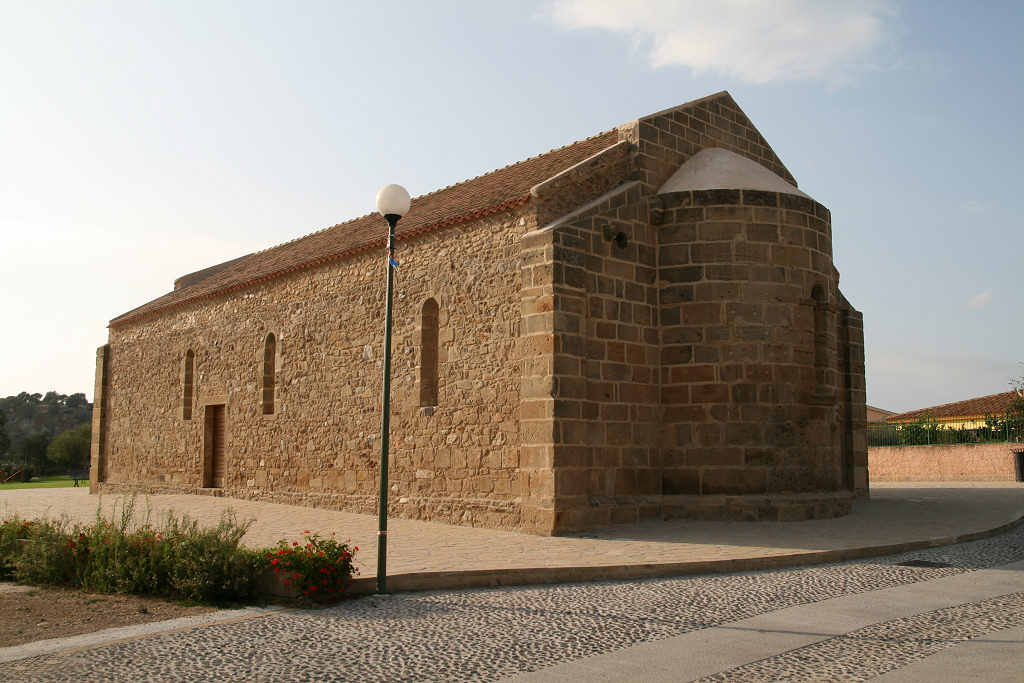
Chiesa romanica di San Giovanni

### Architetture religiose
- Chiesa di San Giovanni Battista, è un edificio religioso consacrata al culto cattolico. Fa parte della parrocchia della Santissima Vergine di Pompei, diocesi di Tempio-Ampurias. È il monumento più importante del paese.
- Chiesa della Santissima Vergine di Pompei
- Chiesa di Nostra Signora del Rosario, ha una facciata semplice. L'unica navata presenta tre archi a tutto sesto che la suddividono in quattro campate, l'ultima delle quali è il presbiterio.

## Società

### Evoluzione demografica
Abitanti censiti

### Etnie e minoranze straniere
Secondo i dati ISTAT al 31 dicembre 2010 la popolazione straniera residente era di 35 persone. Le nazionalità maggiormente rappresentate in base alla loro percentuale sul totale della popolazione residente erano:
- Romania 20 1,17%

### Lingue e dialetti
Il dialetto parlato a Viddalba è il gallurese.

## Geografia antropica
Le frazioni che questo comune comprende sono: Giagazzu, Giùncana, L'Avru, Li Reni e Tungoni (116 ab.).

## Economia
Le attività produttive attuali sono legate particolarmente a quelle agricole, edili (che negli ultimi tempi stanno assumendo grande importanza stante il divieto di edificazione in prossimità della costa) e artigianali come la produzione di manufatti tessili, in ferro battuto e pietra scolpita.

## Amministrazione
| Periodo         | Periodo         | Primo cittadino                          | Partito                     | Carica  | Note   |
| --------------- | --------------- | ---------------------------------------- | --------------------------- | ------- | ------ |
| 23 aprile 1995  | 16 aprile 2000  | Piera Schirra                            | lista civica                | Sindaco | [ 6 ]  |
| 16 aprile 2000  | 8 maggio 2005   | Agostino Mario Ara                       | lista civica                | Sindaco | [ 7 ]  |
| 8 maggio 2005   | 30 maggio 2010  | Agostino Mario Ara                       | lista civica                | Sindaco | [ 8 ]  |
| 30 maggio 2010  | 31 maggio 2015  | Vittorio Ara                             | lista civica "Per Viddalba" | Sindaco | [ 9 ]  |
| 31 maggio 2015  | 26 ottobre 2020 | Vittorio Ara                             | lista civica "Per Viddalba" | Sindaco | [ 10 ] |
| 26 ottobre 2020 | in carica       | Gavino Giovanni Andrea Salvatore Oggiano | lista civica "Per Viddalba" | Sindaco | [ 11 ] |